# Koinonia (Band)
Koinonia war eine Fusion-Jazz-Band, die in der Zeit von 1982 bis 1990 insgesamt vier Alben produziert hat. Der Name der Band geht auf das griechische Wort Koinonia (κοινωνία) zurück, welches Gemeinschaft durch Teilhabe bedeutet. 

## Bandgeschichte
Gegründet wurde die Band 1980 von Abraham Laboriel, einem klassisch ausgebildeten Gitarristen am elektrischen Bass, und dem Schlagzeuger Bill Maxwell mit Dean Parks (Gitarre), Alex Acuña (Percussion und Trommeln), John Phillips (Holzblasinstrumente), Hadley Hockensmith (Gitarre), und Harlan Rogers (Keyboards). Die Band ging aus der Instrumentalgruppe Sonlight hervor, die als Backing-Band für Andraé Crouch unter dem Namen „The Disciples“ aufgetreten war und 1972 ein eigenes Album veröffentlicht hatte.
Ihren ersten Auftritt hatten Koinonia 1980 im Baked Potato in Los Angeles. Das Debütalbum erschien 1982 unter dem Titel More Than a Feelin’. Anschließend trat die Band in Skandinavien auf, wo ihr Livealbum Celebration aufgenommen wurde.
1981 verließ John Phillips die Band und wurde durch den Saxophon- und Flöten-Virtuosen Justo Almario ersetzt. Dean Parks verließ ebenfalls die Band, da die Band sehr oft und in verschiedenen Ländern live spielte und er ungern reiste. 1986 erschien das Album Frontline. Chester Thompson stieß während der Europatour in 1987 als Ersatz für Alex Acuña dazu, wurde aber kein offizielles Bandmitglied. 1988 schließlich kam Lou Pardini zu der Band (Keyboards und Gesang). Mit ihm entstand das letzte selbstbetitelte Studioalbum. Koinonia löste sich 1991 auf. Nach dem Split gründeten Alex Acuña und Justo Almario die Latin-Gruppe Tulu.

## Musikstil
Die Bandmitglieder waren alle erfolgreiche Studiomusiker, die einen sehr guten Ruf in der Musikszene besaßen und mit vielen bekannten Künstlern zusammenarbeiteten (z. B. Lionel Richie, Quincy Jones, Chaka Khan etc.).
Die ersten beiden Alben enthielten fast ausschließlich Instrumentalstücke. In den beiden späteren wurde auch Gesang integriert. Stilistisch integrierten Koinonia Stilmittel des Jazz-Funk, eines Jazz-Subgenres mit kräftigen Back-Beats, Groove und Rhythmusgitarre. Andere namhafte Künstler ähnlicher Ausprägung waren in dieser Zeit The Crusaders, Weather Report, Herbie Hancock, Alphonse Mouzon, Chick Corea, Lee Ritenour, Azymuth, Eumir Deodato, Jeff Lorber, und Seawind.

## Diskografie

### Alben
- 1982: More than a Feelin’ (Breaker Record)
- 1984: Celebration (Livealbum, Breaker Records)
- 1986: Frontline (Sparrow Records)
- 1989: Koinonia (Royal Music)

### Kompilationen
- 1989: Compact Favorites (Sparrow Records)
- 1992: Pilgrim’s Progression – Best of Koinonia (Maxus Records)
- 2010: All the Best (Kompilation aus 4 CDs und 2 DVDs, MEP Records)

### Videos/DVDs
- 2005: Celebrate in Gothenburg (DVD eines Live-Konzerts von 1983)

### Singles
- 1982: More Than a Feelin’ (Pop Eye)
- 1986: Señor / Greatest Love (Sparrow Records)